# Știința și tehnologia în Albania
Cheltuielile pentru cercetare și dezvoltare științifică în Albania nu depășesc 0,18% din PIB, ceea ce reprezintă cel mai scăzut nivel din Europa. Competitivitatea economică și exporturile sunt scăzute, economia fiind încă puternic orientată spre tehnologie de nivel scăzut.

## Prezentare generală
Din 1993, resursele umane din domeniul științei și tehnologiei au scăzut drastic.
Diverse studii arată că, în perioada 1990-1999, aproximativ 40% dintre profesori și cercetători științifici din universitățile și instituțiile științifice din țară au emigrat.
Cauzele principale ale exodului de creiere se găsesc în condițiile economice de viață deteriorate, lipsa infrastructurii și a fondurilor de ultimă generație care constituie obstacole serioase pentru cercetare. Albania a fost clasată pe locul 83 în Indicele global al inovării în 2023.

## Strategia națională pentru dezvoltare științifică
Cu toate acestea, în 2009, guvernul a aprobat "Strategia Națională pentru Știință, Tehnologie și Inovare în Albania" pentru perioada 2009-2015. Documentul a fost coordonat de Departamentul de Strategie și Coordonare a Donatorilor din cadrul Cabinetului Prim-Ministrului, în cooperare cu Ministerul Educației și Științei și cu asistența UNESCO.
Fixează cinci obiective strategice până în 2015:
- Triplarea cheltuielilor publice pentru cercetare și dezvoltare (C&D) până la 0,6% din PIB;
- Creșterea ponderii cheltuielilor interne brute pentru C&D din surse străine, inclusiv prin Programele-cadru ale Uniunii Europene pentru Cercetare, până la punctul în care să acopere 40% din cheltuielile pentru cercetare;
- Crearea a patru sau cinci centre albaneze de excelență în știință, care vor fi dotate cu echipamente de laborator și spații de lucru dedicate, ce ar putea fi utilizate pentru pre-incubare, testare, certificare etc. ale noilor firme bazate pe tehnologie;
- Dublarea numărului de cercetători, atât prin stimulente de "atragere a creierelor" (brain gain), cum ar fi un program de granturi pentru cercetătorii care se întorc, cât și prin formarea de noi cercetători, inclusiv 500 de doctoranzi: aceasta va implica înființarea a până la trei noi programe de doctorat în universitățile albaneze;
- Stimularea inovației în 100 de companii, fie prin investiții în C&D locală, fie prin consorții cu institute de cercetare academice sau parteneri străini[2].

Strategia urmează să fie implementată în sinergie cu alte strategii sectoriale și ținând cont de Strategia Învățământului Superior din Albania adoptată în 2008 și de Strategia Națională pentru Dezvoltare și Integrare (2007-2013). Aceasta din urmă subliniază importanța modernizării sectoarelor economice, cum ar fi industria agroalimentară și turismul. De asemenea, subliniază importanța strategică a energiei, a managementului resurselor de mediu și de apă. Părțile interesate au propus prioritizarea domeniilor de cercetare, cum ar fi agricultura și alimentația, tehnologiile informației și comunicațiilor (TIC), sănătatea publică, albanologia și științele umaniste, resursele naturale, biotehnologia, biodiversitatea, apărarea și securitatea. O altă caracteristică a dezvoltării tehnologiei informației este e-learning-ul. Acum, în Albania sunt oferite și cursuri online.
Uniunea Europeană a stabilit obiective clare pentru cercetare și inovare ca parte a Strategiei de la Lisabona pentru a deveni cea mai competitivă economie din lume. Asemenea altor țări din Balcanii de Vest care aspiră să adere la UE, Albania este în urmă în procesul de dezvoltare, concentrându-se în ultimii ani pe punerea bazelor creșterii economice.
Viceprim-ministrul Genc Pollo recunoaște că "ratele ridicate de dezvoltare socio-economică necesare în procesul de aderare a Albaniei la Organizația Tratatului Atlanticului de Nord (NATO) (acum membră) și la UE necesită consolidarea rolului științei, tehnologiei și inovației în societatea noastră."
În august 2009, guvernul a aprobat înființarea Agenției Albaneze de Cercetare, Tehnologie și Inovare, pentru a îmbunătăți implementarea politicilor.
În 2006, guvernul albanez a întreprins o reformă profundă a sistemului de cercetare științifică. Academia de Științe a fost reorganizată după modelul multor alte țări europene; acum funcționează printr-o comunitate selectată de oameni de știință și nu mai administrează institute de cercetare, acestea fiind integrate în sistemul de învățământ superior. Au fost înființate două facultăți noi: Facultatea de Tehnologia Informației la Universitatea Politehnică din Tirana și Facultatea de Biotehnologie și Alimentație la Universitatea Agricolă din Tirana. Universitatea din Tirana a câștigat, de asemenea, un Centru de Fizică Aplicată și Nucleară și un Departament de Biotehnologie. Au fost create și douăsprezece agenții guvernamentale și centre de transfer tehnologic.

## Personal
Până de curând, statisticile privind C&D și inovația nu erau colectate în Albania conform standardelor OCDE, Eurostat sau UNESCO. Un prim sondaj al institutelor publice și academice a fost lansat la începutul acestui an, iar un sondaj privind C&D și inovația în afaceri este în curs de desfășurare, ambele cu sprijinul UNESCO.
Reglementările restrictive privind vizele împiedică, de asemenea, schimburile științifice și angajarea temporară în străinătate.
În Albania există un total de 578 de lucrători științifici:
- 274 în Academia de Științe
- 304 în instituțiile de C&D ale ministerelor

Numărul personalului din C&D în Albania este de aproximativ 0,2 la 1000 de locuitori.